# La Haye-du-Puits
Pour les articles homonymes, voir Haye.
La Haye-du-Puits est une ancienne commune française du département de la Manche et de la région Normandie, peuplée de 1 469 habitants, devenue le 1er janvier 2016 une commune déléguée au sein de la commune nouvelle de La Haye.

## Géographie

### Localisation
La commune est au sud-ouest de la péninsule du Cotentin, dans l'ouest du parc naturel régional des Marais du Cotentin et du Bessin. L'agglomération est à 24 km à l'ouest de Carentan, à 26 km au sud de Valognes, à 29 km au nord de Coutances et à 43 km au nord-ouest de Saint-Lô.
| Saint-Symphorien-le-Valois   | Neufmesnil       | Lithaire |
| Montgardon                   | La Haye-du-Puits | Mobecq   |
| Montgardon, Angoville-sur-Ay | Mobecq           | Mobecq   |

### Géologie et relief
Le point culminant (93 / 94 m) est le sommet d'une colline à l'est, près du lieu-dit les Lisières. Les points les plus bas (29 / 31 m) correspondent aux deux sorties des cours d'eau du territoire : le confluent du Vavasseur et du Broquebeuf à l'ouest et la sortie de la Brosse (ou ruisseau de Gerville) au sud.

## Toponymie
Le nom de la localité est attesté sous la forme Haia Putei au XIIe siècle, Haya Podii sans date, La Haye du Puis en 1299, la Haye du Puits en 1562.
Les noms de lieux normands La Haye représente la fixation dans la toponymie de l'ancien français haye issu du vieux bas francique *hagja qui, s'il a donné le français haie, avait à l'origine le sens d'« orée d'un bois » conservé dans la toponymie. Puits serait notre français puits (puiz en ancien français). On peut se demander s'il ne s'agit pas ici de l'ancien français pui « colline, hauteur, sommet », du latin podium, malmené par l'étymologie populaire. En effet, la commune de La Haye-du-Puits est bordée au nord et à l'est par une série de buttes très prononcées, qui jouèrent d'ailleurs un rôle dans la bataille des Haies en 1944, et dont la plus célèbre est certainement le mont Étenclin.
Le gentilé est Haytillons.

## Histoire

### Moyen Âge
La fondation de la cité remonte au Moyen Âge et elle fut le siège d'une importante baronnie normande. Sa juridiction s'étendait sur plus de vingt villages et le baron de La Haye-du-Puits avait la sixième place à l'Échiquier de Normandie parmi les barons du Cotentin.
Dans la première moitié du XIe siècle, on trouve un certain Thorsten Haldup ou Turstin Haloup, dit « Richard », premier seigneur connu de La Haye-du-Puits et fondateur, en 1056, avec sa femme Emma et son fils Eudes au Capel de l'abbaye de Lessay près de Coutances.
Robert de La Haye, fut le premier seigneur à prendre le nom de La Haye. Son fils, Richard, épousa sa cousine Mathilde de Vernon, dame de Varenguebec, qui lui apporta notamment le titre de connétable de Normandie. Richard, fondateur de l'abbaye de Blanchelande, accorda sa fille, Nicole ou Nicolasse de La Haye, au baron anglo-normand membre de la noblesse anglaise, Gérard de Canville, également châtelain du château de Lincoln dans le Lincolnshire. Les titres ont été confirmés par une charte du roi Richard Cœur de Lion en 1189.

### Temps modernes
L'histoire de la commune fut notamment marquée par un procès en sorcellerie, dernier du genre, qui commença en 1669 et qui mettait en cause l'abbé Questier, Charlotte Le Vavasseur, sa belle-sœur, et Richard Baude, un berger réputé athée. Trente-quatre autres personnes seront également impliquées, reconnues coupables et, dans un premier temps, condamnées au bûcher. Finalement, ce procès des sorciers de La Haye-du-Puits parvint aux oreilles de Colbert qui demanda à Louis XIV de surseoir aux exécutions. Le 19 juillet 1670, le roi commua les peines en simples bannissements de la province. L'ordre arriva à Carentan le jour où les condamnés à mort auraient dû être exécutés. L'abbé Questier s'était éteint la veille dans sa prison. Quant à Charlotte Le Vavasseur, qui souffrait d'une maladie mentale, elle fut recueillie par le maréchal de Bellefonds au château de l'Isle-Marie.
Les fieffataires des droits de coutume des foires de la baronnie de La Haye-du-puits devaient, les jours de foire, offrir à diner à leur baron ainsi qu'à ses gens, serviteurs, chevaux, chiens et oiseaux, comme il est précisé dans l'aveu, du 15 novembre 1593, d'Arthur, sire de Magneville, chevalier, gentilhomme de la Chambre, sieur de Geffosse, Courcy, Magneville et baron de La Haye-du-Puits.

### Époque contemporaine

#### Seconde Guerre mondiale
Du 3 au 10 juillet 1944, la prise de la ville par les forces alliées provoqua sa destruction pour moitié, et entraînant de lourdes pertes. Elle a été reconstruite en pierres du pays.
Sa prise se déroule chronologiquement presque en même temps que la fameuse bataille des Haies qui précède le lancement de l'opération Cobra, destinée à l'avancée des troupes jusqu'au secteur du Mont-Saint-Michel.

## Politique et administration

### Liste des maires
| Période                                  | Période   | Identité        | Étiquette | Qualité        |
| ---------------------------------------- | --------- | --------------- | --------- | -------------- |
| 1802                                     | 1826      | Pierre-A. Hotot |           |                |
| 1989                                     | mars 2001 | Bernard Chenot  |           |                |
| mars 2001                                | 2005      | Bernard Lair    |           |                |
| janvier 2006                             | 2008      | Rémy Ruet       |           |                |
| 2008                                     | 2020      | Alain Aubert    |           | Maître d'œuvre |
| 2020                                     | En cours  | Alain Leclere   |           |                |
| Les données manquantes sont à compléter. |           |                 |           |                |

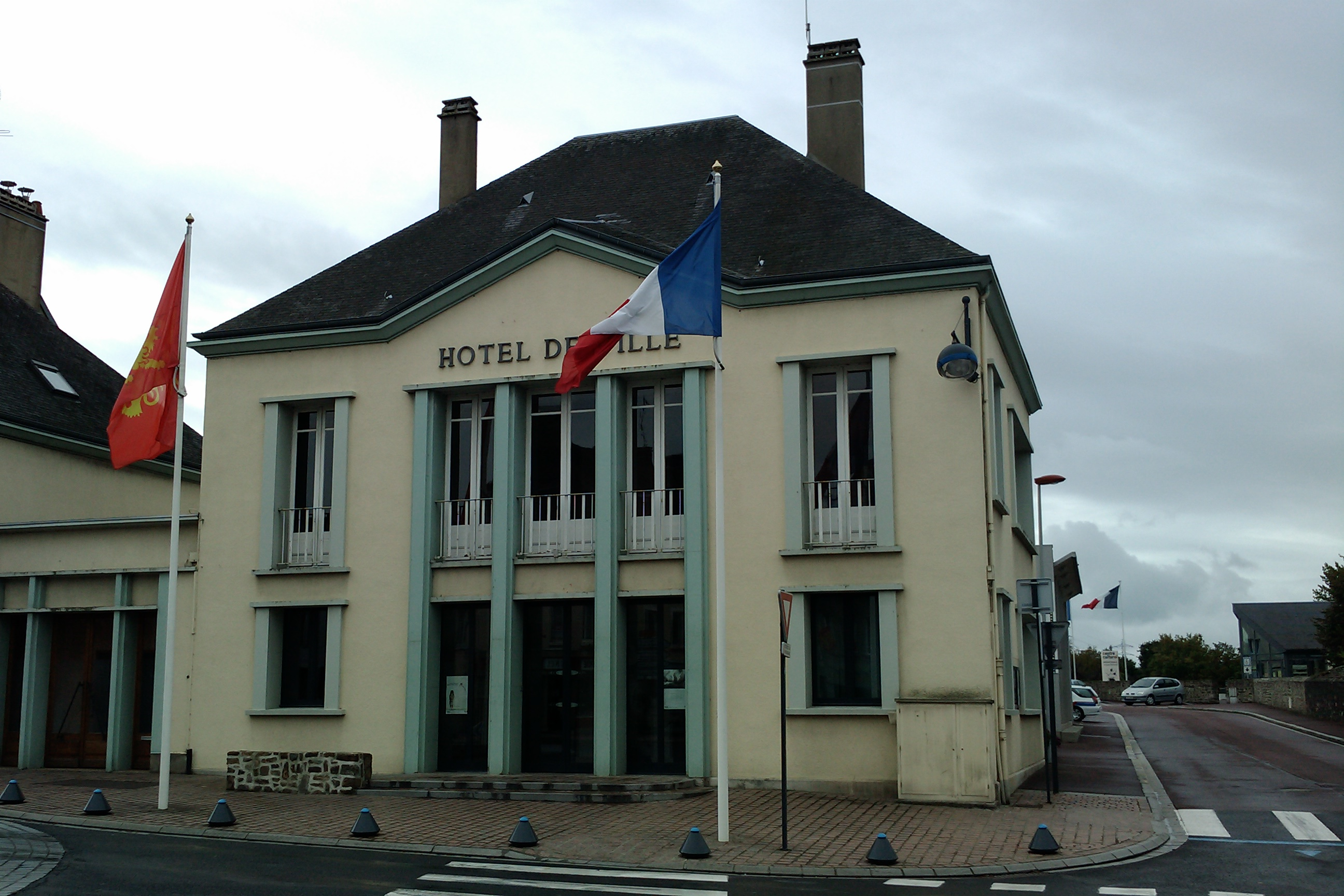
L'actuelle mairie.

Le conseil municipal était composé de dix-neuf membres dont le maire et trois adjoints.

### Jumelages
- Schwanstetten (Allemagne) depuis 1988[13].

## Population et société

### Démographie
En 2021, la commune comptait 1 469 habitants. Depuis 2004, les enquêtes de recensement dans les communes de moins de 10 000 habitants ont lieu tous les cinq ans (en 2004, 2009, 2014, etc. pour La Haye-du-Puits) et les chiffres de population municipale légale des autres années sont des estimations.
La Haye-du-Puits a compté jusqu'à 1 912 habitants en 1990.
| 1793 | 1800 | 1806  | 1821  | 1831  | 1836  | 1841  | 1846  | 1851  |
| ---- | ---- | ----- | ----- | ----- | ----- | ----- | ----- | ----- |
| 895  | 986  | 1 034 | 1 059 | 1 082 | 1 207 | 1 312 | 1 356 | 1 550 |

| 1856  | 1861  | 1866  | 1872  | 1876  | 1881  | 1886  | 1891  | 1896  |
| ----- | ----- | ----- | ----- | ----- | ----- | ----- | ----- | ----- |
| 1 487 | 1 508 | 1 533 | 1 420 | 1 422 | 1 433 | 1 385 | 1 418 | 1 439 |

| 1901  | 1906  | 1911  | 1921  | 1926  | 1931  | 1936  | 1946  | 1954  |
| ----- | ----- | ----- | ----- | ----- | ----- | ----- | ----- | ----- |
| 1 420 | 1 447 | 1 435 | 1 401 | 1 448 | 1 480 | 1 473 | 1 345 | 1 463 |

| 1962  | 1968  | 1975  | 1982  | 1990  | 1999  | 2004  | 2009  | 2014  |
| ----- | ----- | ----- | ----- | ----- | ----- | ----- | ----- | ----- |
| 1 637 | 1 632 | 1 714 | 1 779 | 1 912 | 1 882 | 1 819 | 1 685 | 1 498 |

| 2018  | - | - | - | - | - | - | - | - |
| ----- | - | - | - | - | - | - | - | - |
| 1 468 | - | - | - | - | - | - | - | - |

### Culture numérique
Un espace public numérique est à la disposition de tous et propose, entre autres, un accès à Internet, des ateliers d'apprentissage et de perfectionnement, des soirées jeux vidéo.

### Sports et loisirs
Le Stade municipal haytillon fait évoluer une équipe de football en ligue de Basse-Normandie et trois autres en divisions de district.
Les équipes première et B masculines du SMH handball et l'équipe féminine première évoluent en championnat régional. Une autre équipe masculine et une autre féminine sont en divisions départementales.

## Économie
La ville est depuis longtemps un bourg commerçant, réputé au XIXe siècle pour le commerce du beurre et des bestiaux.
Le marché hebdomadaire se tient le mercredi.

## Culture locale et patrimoine

### Lieux et monuments
- Église Saint-Jean-l'Évangéliste des XIXe – XXe siècles de style XIIIe siècle. Elle abrite le monument funéraire en marbre noir d'Arthur de Magneville du XVIe, baron de la Haye-du-Puits, classé au titre objet aux monuments historiques[20]. Guillaume III du Hommet († 1252) donna l'église de La Haye-du-Puits à l'abbaye de Lessay. L'église, reconstruite entre 1853 et 1862 en style néogothique a de nouveau été endommagée en 1944 — une des flèches ne sera pas reconstruite. La rosace a été restaurée, à la fin des années 1990, par le maître-verrier de Saint-Pierre-Église, Gérard Bourget[21].
- Vestiges de l'ancien château, donjon du XIe siècle. Les ruines sont classées au titre des monuments historiques[22].
- Château des Magneville ou château dit de « la basse-cour » séparé du site castral au XIXe siècle par la route de Saint-Sauveur-le-Vicomte. Il s'agit de reste de bâtiments du XVIe siècle[23], dont l'un flanqué d'une tourelle polygonale avec sa porte Renaissance, qui dépendaient autrefois de la basse-cour du château féodal[24].

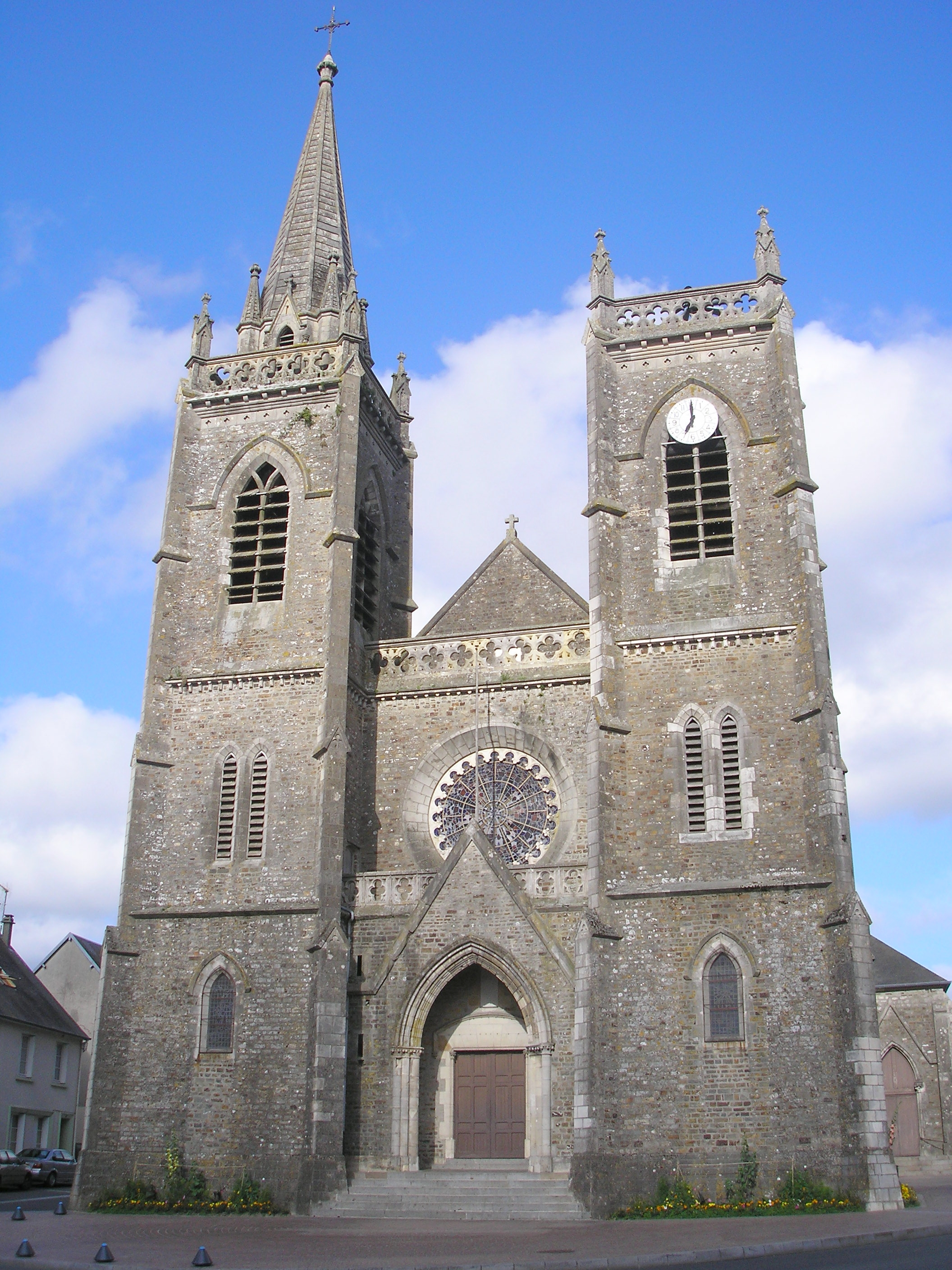
L'église Saint-Jean.
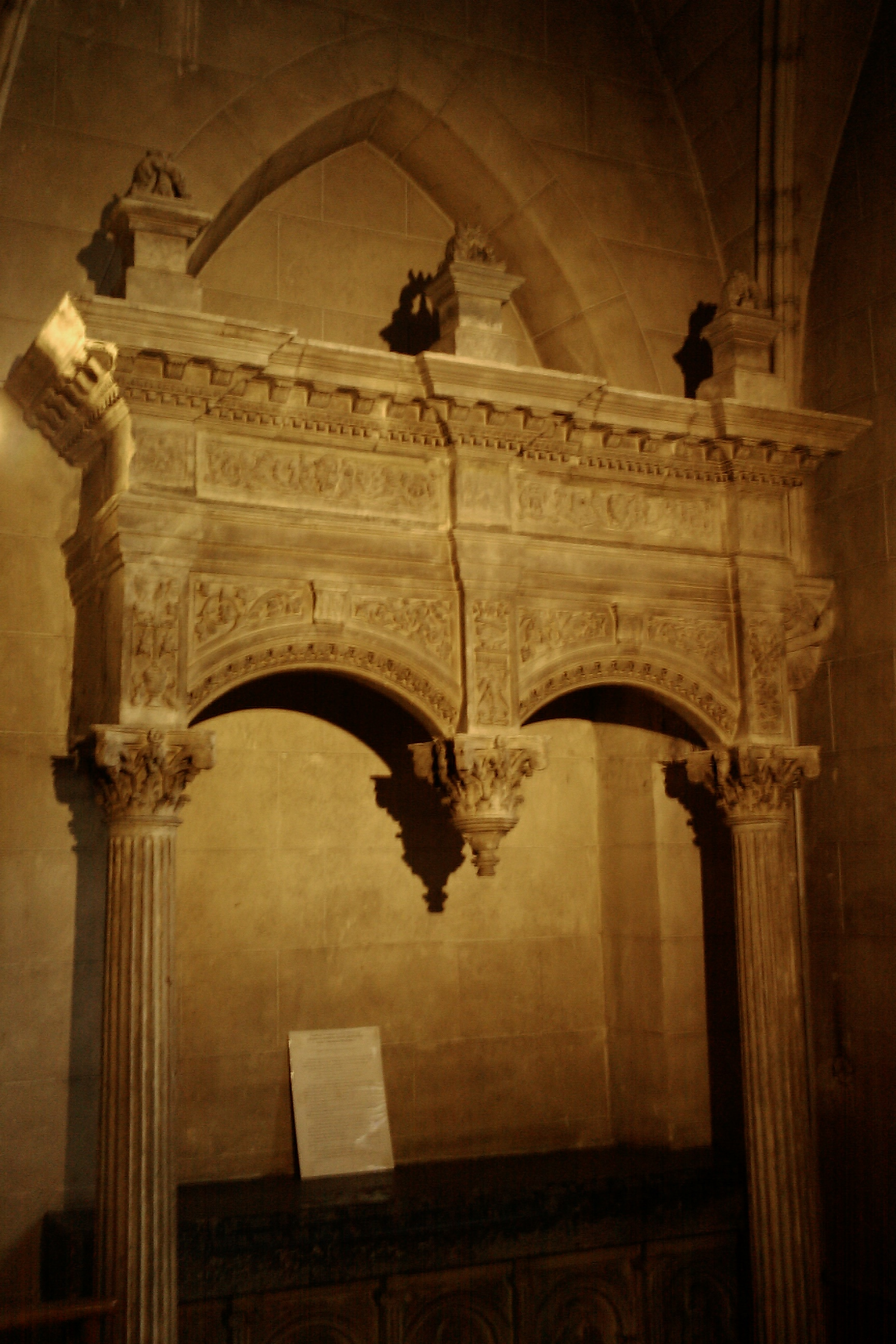
Le monument funéraire d'Arthur de Magneville.
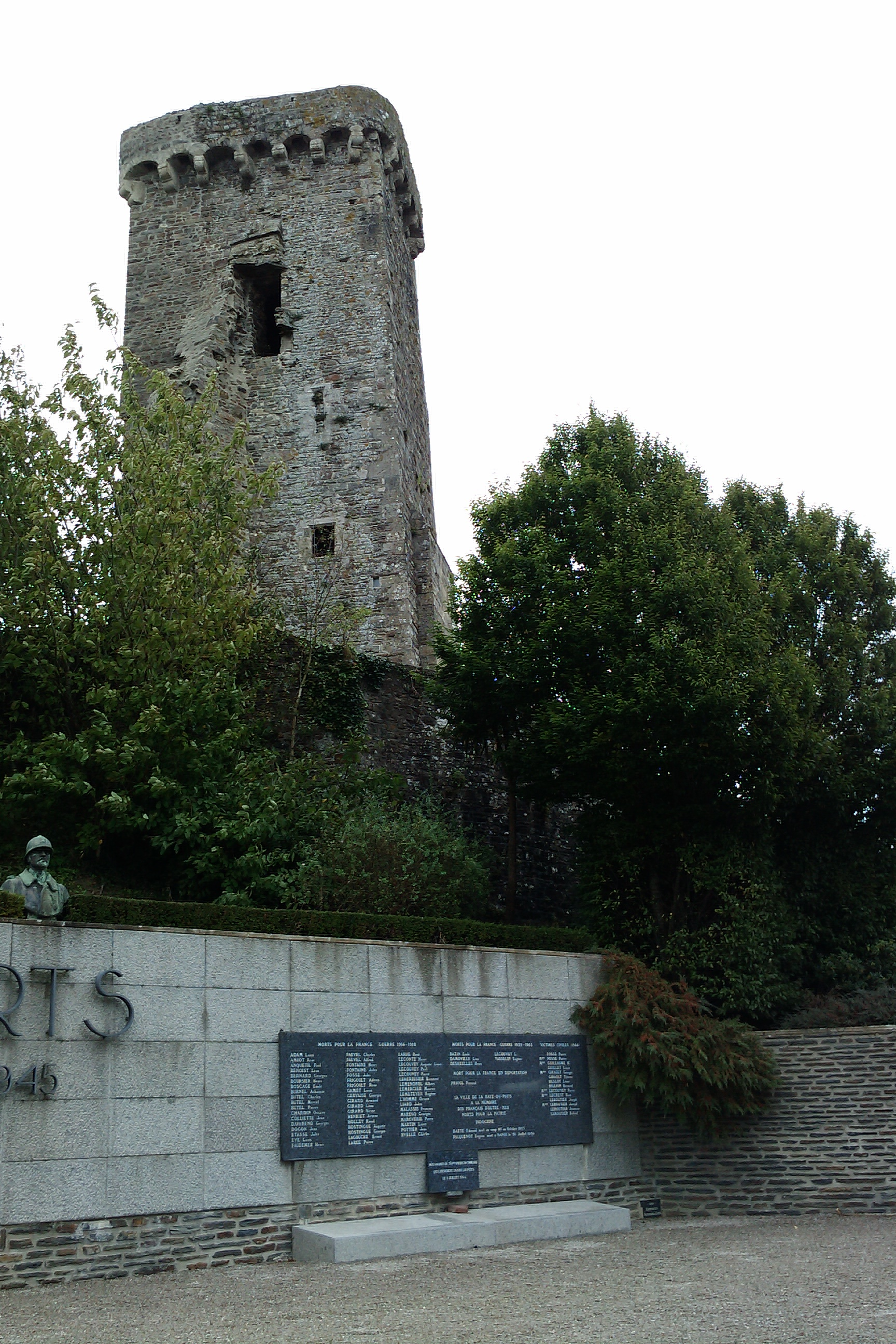
Les ruines de l'ancien château.
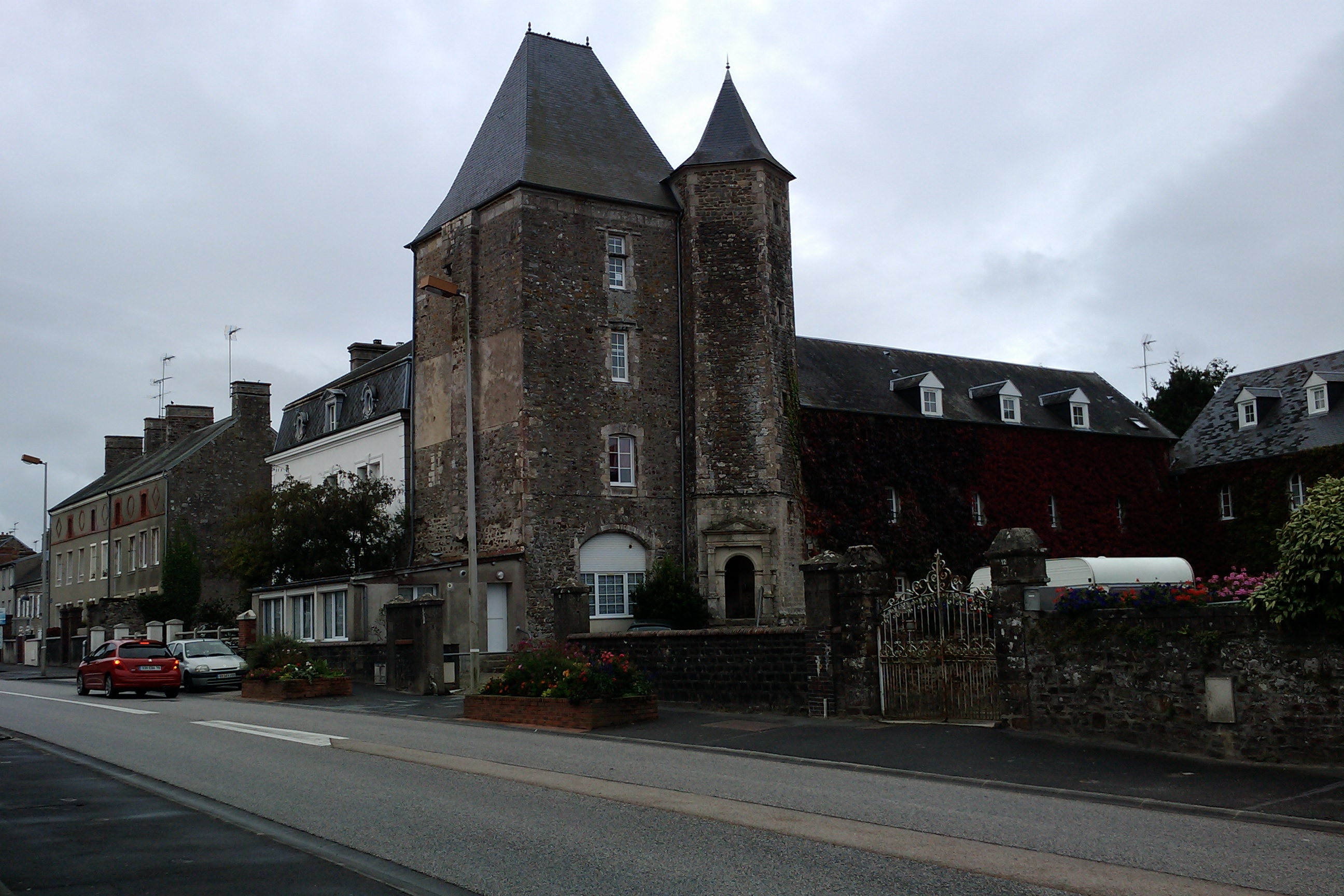
Le château des Magneville.
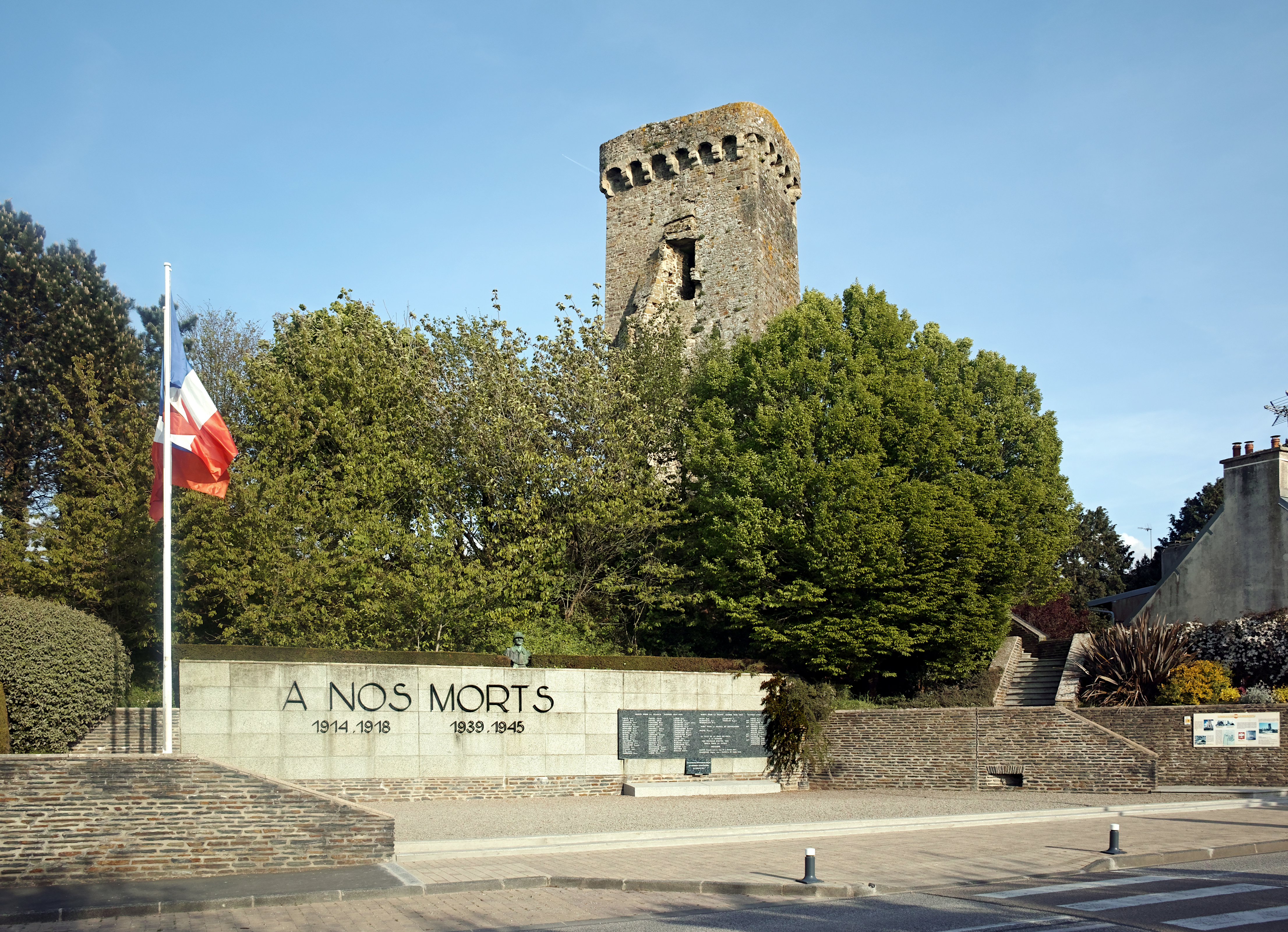
Le monument aux morts.

### Personnalités liées à la commune
- Charles-Louis-François Regnault de Bretel (La Haye-du-Puits, 1742-1819), avocat.
- Aubert Lemeland (La Haye-du-Puits, 1932-2010), compositeur.

### Cinéma
- 2007 : Tournage du film Deux Jours à tuer de Jean Becker[réf. nécessaire].

### Héraldique
| Armes de La Haye-du-Puits | Les armes de la commune de La Haye-du-Puits se blasonnent ainsi[réf. nécessaire] : De gueules à l'aigle d'argent. |

Ce blason est emprunté aux armoiries de la famille de Magneville (éteinte), anciens seigneurs de la baronnie de la Haye-du-Puits.